# Conus vezoi
Espèce
Conus vezoi est une espèce de mollusques gastéropodes marins de la famille des Conidae.
Comme toutes les espèces du genre Conus, ces escargots sont prédateurs et venimeux. Ils sont capables de « piquer » les humains et doivent donc être manipulés avec précaution, voire pas du tout.

## Distribution
Cette espèce marine d'escargot conique est présente au large de Madagascar.

## Taxonomie

### Publication originale
L'espèce Conus vezoi a été décrite pour la première fois en 2000 par les malacologistes Werner Korn, Hans-Jörg Niederhöfer et Manfred Blöcher.

### Synonymes
- Conus (Darioconus) vezoi (Korn, Niederhöfer & Blöcher, 2000) · appellation alternative
- Conus pennaceus pseudoecho (Bozzetti, 2013) · non accepté
- Conus pennaceus vezoi Korn, Niederhöfer & Blöcher, 2000 · non accepté
- Darioconus pennaceus pseudoecho Bozzetti, 2013 · non accepté
- Darioconus pennaceus vezoi (Korn, Niederhöfer & Blöcher, 2000) · non accepté
- Darioconus pseudoecho Bozzetti, 2013 · non accepté
- Darioconus vezoi (Korn, Niederhöfer & Blöcher, 2000) · non accepté